# Harsiyotef
Harsiyotef (Harsiotef o Harsijotef) fue un monarca de Kush (Nubia) del llamado período Napata; su reinado duró desde el 404 hasta el 369 a. C.

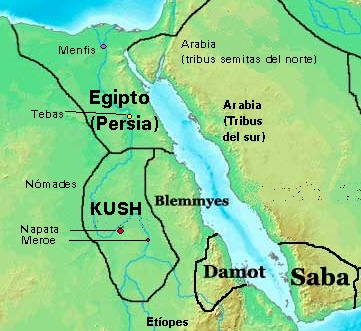
Mapa de Kush. 400 a. C.

## Biografía
|                      |     |    |   |       |     |
| \| \| \| \| \| \| \| |     |    |   |       |     |
|                      |     |    |   |       |     |
| G5                   | G39 | Z1 | i | t · f | A40 |

| G5 | G39 | Z1 | i | t · f | A40 |

|                      |     |    |   |       |     |
| \| \| \| \| \| \| \| |     |    |   |       |     |
|                      |     |    |   |       |     |
| G5                   | G39 | Z1 | i | t · f | A40 |

| G5 | G39 | Z1 | i | t · f | A40 |

|                      |     |    |   |       |     |
| \| \| \| \| \| \| \| |     |    |   |       |     |
|                      |     |    |   |       |     |
| G5                   | G39 | Z1 | i | t · f | A40 |

| G5 | G39 | Z1 | i | t · f | A40 |

|                      |     |    |   |       |     |
| \| \| \| \| \| \| \| |     |    |   |       |     |
|                      |     |    |   |       |     |
| G5                   | G39 | Z1 | i | t · f | A40 |

| G5 | G39 | Z1 | i | t · f | A40 |

Harsiyotef, tal su Nombre de Nacimiento, era hijo de una reina de nombre Atasamalo, que fue enterrada en la pirámide de Nuri 61 y ostentaba el título de "Hermana del Rey". Probablemente era hijo del rey Aman-nete-yerike quien tras haber reinado entre 431 y 405 a. C., había muerto a la avanzada edad de 66 años, siendo sucedido por su hermano menor Baskakeren (entre los nubios los reyes eran sucedidos por sus hermanos y solo extinguida esa generación la corona pasaba a la siguiente).
Harsiyotef era ya general de los ejércitos de Kush durante el reinado de su padre, quien debió enfrentar constantes rebeliones de los nómadas Meded y había apoyado activamente la rebelión que estalló alrededor de 414 a. C. en el Alto Egipto contra la dominación persa, y continuó siéndolo durante el mandato de su tío.
Durante el breve reinado de su antecesor se produjo finalmente la caída del dominio persa en el Alto Egipto, cuando aprovechando la muerte del Rey Darío II y un consiguiente alzamiento en Media los rebeldes consiguieron triunfar, poniendo fin a la primera ocupación (Dinastía XXVII) y dando origen a la Dinastía XXVIII del faraón Amirteo.
Tras el complejo protocolo de viajes, procesiones y ceremonias destinados a legitimar la coronación y obtener la bendición de Amón, y adoptar el Nombre de Horus Kanacht-Chaemnepet, el Nombre de Nebty Nedjnetjeru, el Nombre de Horus Dorado Wefti-chasutnebet y el Nombre de Trono Sameriamun, Harsiyotef se concentró en restaurar el poderío de Kush y eliminar la amenaza de los pueblos nómadas que intentaban ya establecerse en la Baja Nubia. 

Mapa de Napata.

En el tercero, quinto y sexto año de su reinado efectuó exitosas campañas contra los blemios por el control de los territorios de Derr y de Qasr Ibrim, capturando numerosos esclavos y cabezas de ganado y logrando la sumisión del caudillo nómada, quien envió tierra de su patria como símbolo de sumisión. Una estela recordatoria refleja los términos de la rendición a Harsiyotef poniendo en boca del vencido las humillantes palabras: "Tú eres mi Dios, yo soy tu esclavo, yo soy una mujer! No salgas al campo en mi contra!". 
En el segundo, décimo octavo y vigésimo tercer año luchó contra los nómadas reheres. El undécimo año reprimió un levantamiento en Mirgissa.
En una inscripción fechada en el trigésimo tercer año de su reinado, enumerando las batallas de su campaña registra una campaña contra la ciudad de Habasa, habitado por los Matit, quienes acordaron pagarle tributo. Algunos consideran que puede indicar el uso más temprano registrado de la palabra Habesha, base etimológica de Abisinia.
Durante su reinado se impuso la metalurgia del hierro y está registrado el empleo en su ejército de lanceros a caballo.

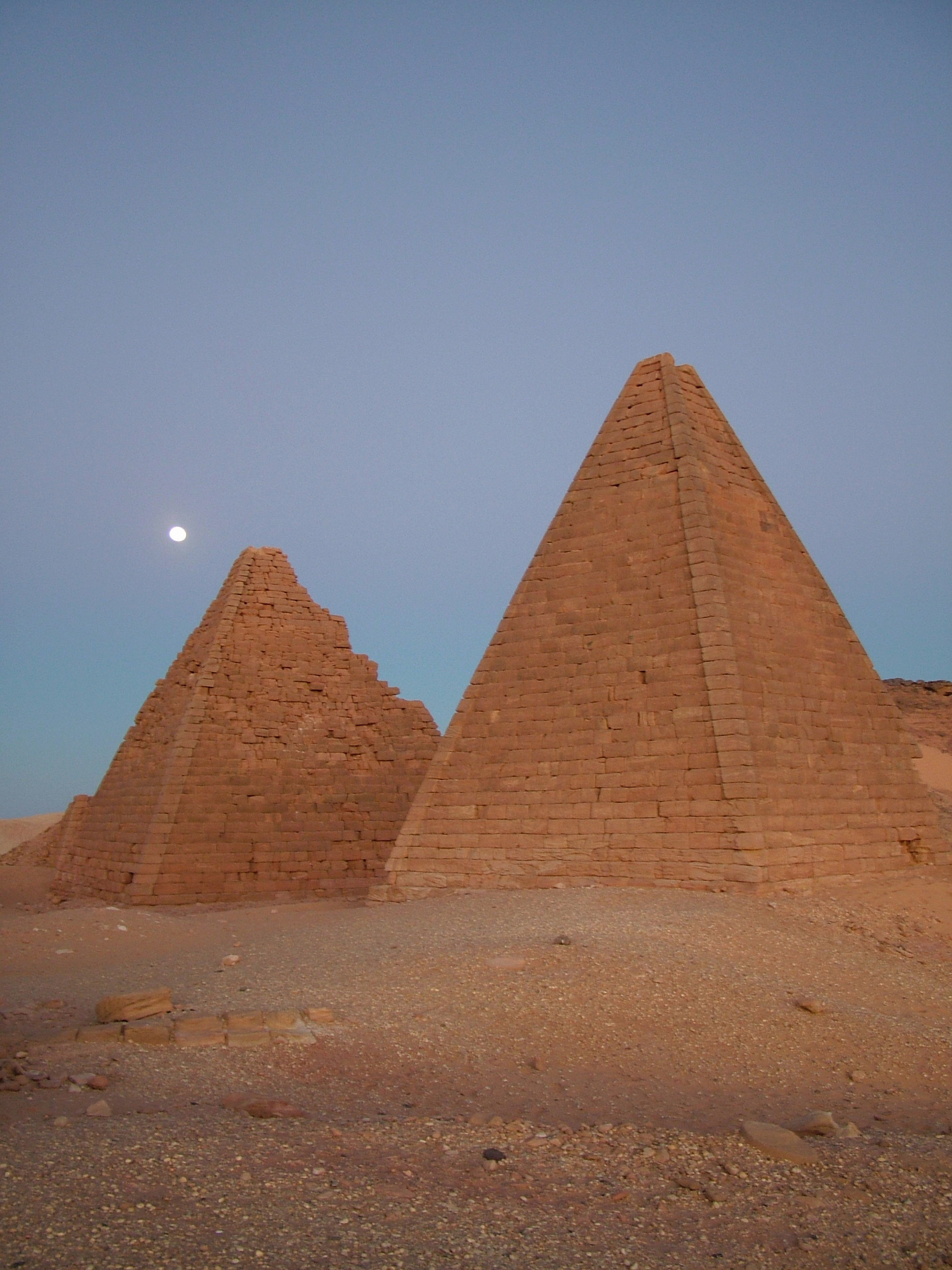
Pirámides de Barkal.

En una de las inscripciones que se conservan de su reinado, describe el sitio sagrado de Gebel Barkal y las obras que efectuó: cubrir templos con oro, proyectos de jardines y corrales, reconstruir el viejo palacio real con sesenta habitaciones, etc.
Su esposa principal fue Batahaliye (enterrada en la pirámide de Nuri Nu 44). Tuvo cuando menos un hijo, Nastasen.
Murió en el año 369 a. C. y como era todavía tradición, fue enterrado en la necrópolis de Nuri. Su pirámide, es la catalogada como n.º 13. 
A su muerte, Nubia era nuevamente un estado poderoso con una política exterior agresiva.
Fue reemplazado por un rey desconocido hasta el 350 a. C. en que asumió Ajratan, quien gobernó hasta el 335 a. C., cuando asumió Nastasen.